# Laguna di Mayrán
La Laguna di Mayran è una laguna situata in Messico, nel comune di San Pedro de las Colonias, nello stato di Coahuila. La Laguna de Mayrán fa parte di un bacino endoreico ed è il luogo in cui scorre il fiume Nazas, che nasce nella Sierra Madre Occidentale nello stato di Durango. Questa laguna dà il nome alla regione conosciuta come la Comarca Lagunera o semplicemente La Laguna, che comprende i comuni di Torreón, Gómez Palacio, Lerdo ed altri.

## Storia della laguna
A partire dai secoli XX e XXI, la laguna di Mayrán è diventata un deserto e solo occasionalmente ha accolto acqua, perché essa viene catturata nelle dighe di Lázaro Cárdenas e Francisco Zarco.
Nel 1968, forti piogge portarono il fiume Nazas a trasportare molta acqua, provocando inondazioni e la laguna si riempì nuovamente d'acqua.
Tra l'estate del 1991 e i primi mesi del 1992, dopo le abbondanti piogge del 1991, il fiume Nazas portò di nuovo acqua nella Laguna di Mayrán.
Dopo 17 anni, nel 2008, le dighe di Lázaro Cárdenas e Francisco Zarco si sono nuovamente riempite.
Nel 2016, l'acqua del fiume Nazas ha nuovamente riempito la Laguna de Mayrán.
Ogni volta che il fiume Nazas ha trasportato un volume significativo di acqua, le popolazioni circostanti sono colpite da inondazioni, soprattutto nelle aree rurali dei comuni di San Pedro e Francisco I. Madero.
Il suo bacino, insieme a quello della Laguna di Viesca, è compreso nel bioma dei Bacini xerici ed endoreici nº 163 e costituisce un'ecoregione d'acqua dolce della lista Global 200. La maggior parte dell'ecoregione si estende all'interno del deserto di Chihuahua, che è una delle ecoregioni aride più ricche di biodiversità al mondo, ed è caratterizzata da un alto endemismo.